# Гліфада
Гліфада (грец. Γλυφάδα) — місто в Греції, в номі Афіни, одне з найелегантніших і нійвишуканіших передмість Афін. Нині дістатись до Гліфади можна Афінським трамваєм від площі Синтагма.

## Географія
Гліфада розташована на південь від Афін на березі Саронічної затоки, на схід Еллінікону, в безпосередній близькості до нині закритого афінського аеропорту Еллінікон. Західна частина міста виходить до затоки, на сході досягає південних схилів гірського хребта Іметт, на півдні від Гліфади розташований муніципалітет Вула, на півночі — Кропія.
В адміністративному відношенні Гліфада поділяється на райони Ано-Гліфада, Екзонім, Паніонія, Пірнарі, Терпсіфея. За 45 км від міста розташований стародавній храм Посейдона на мисі Суніон.

## Населення
| Рік  | Населення |
| ---- | --------- |
| 1981 | 44 018    |
| 1991 | 63 306    |
| 2001 | 80 409    |

## Історія
Область сучасної Гліфади була до початку 20 століття була типово сільськогосподарським районом Аттики. Землеробство та ловля риби складали основні первинні елементи економічного розвитку району.
Інтенсивний підйом Гліфади припадає на 1920-ті роки, тоді ж містечко отримало свою сучасну назву, яка походить від численних колодців солоної води, типових для цієї області. Пізніше Гліфада дедалі більше набувала рис елітного морського курорту на узбережжі Саронікосу. 1945 року Гліфада стала окремим незалежним муніципалітетом.

### Сучасність
Гліфада — не тільки одне з найбільших передмість на півдні Афін, але й елітний район проживання афінян — зірок грецької естради, літератури, спорту, політиків тощо. В Гліфаді тривалий час мешкав із родиною грецький мільярдер судновласник Аристотель Онассіс. Тут діють вишукані ресторани, найпопулярніші в Афінах нічні клуби. Значна частина території міста забудована приватними віллами. Вілли і розкішні резиденції в Гліфада належать до числа найдорожчих у Європі.
Також Гліфада відома своїми пляжами, портом для яхт із 4 причалами довжиною від 130 до 300 метрів кожен. Найелегантніші і наймодніші магазини розташовані в Гліфаді на бульварах Посейдона і Пандори, а також на вулицях Кіпрос, Лабракі і Метакса. Місцева приморська інфрастуктура здобула назву Аттиччної рів'єри.

## Міста-побратими
- Ниш, Сербія
- Гзира, Мальта
- Відноє, Росія